# 양포항 (하동군)
양포항은 경상남도 하동군 진교면 양포리에 있는 어항이다. 2002 7월 8일 어촌정주어항으로 지정하여 관리하고 있다. 시설관리자는 하동군수이다.

## 어항 구역
본 항의 어항구역은 다음과 같다.
- 수역: 양포 어항입구 선착장에서 제방측 선착장까지 연결한 선내수역

## 어항 시설
- 방파제 130m, 선착장 50m, 물양장 20m

## 기본 계획
- 방파제 250m, 선착장 50m, 물양장 55m, 호안 50m

## 주요 어종
- 전어, 숭어, 도다리, 굴, 바지락, 피조개